# 刘瑁
刘瑁（2世纪?—3世纪?），字不詳，江夏竟陵（今湖北省潜江市）人，益州牧刘焉第三子。為别部司马，官至平寇將軍。

## 事蹟
劉焉入蜀任益州牧，兒子中惟劉瑁随行。刘焉与陈留人吳壹有旧交，于是吴壹带领家属跟随刘焉入蜀。刘焉心怀大志，听相面的人说吳懿的妹妹吴氏有大富大贵之相，于是就替刘瑁纳吴氏为妻。劉焉死於興平元年（194年），劉瑁娶親在此年之前。刘焉死后，赵韪认为刘瑁的弟弟刘璋容易控制，于是推刘璋继为益州牧，刘瑁因而未能继立。建安十三年（208年），曹操攻打荊州屯襄陽，劉璋派遣使者致敬，曹操加刘瑁平寇將軍，刘瑁不久因狂疾過世。
后来刘备入蜀，娶其遗孀吴氏为妻。建安二十四年（219年），立吴氏为汉中王王后，后为皇后、皇太后。